# Lucas Finazzi
Lucas Finazzi (Cuiabá, 18 agosto 1990) è un calciatore brasiliano con passaporto italiano, centrocampista del Portogruaro.

## Carriera
Esordisce nel settore giovanile del Chievo, che per la stagione 2010-2011 lo cede in prestito in Lega Pro Prima Divisione al Lumezzane, dove Finazzi esordisce tra i professionisti giocando 14 partite e segnando un gol. Viene riconfermato in prestito dalla squadra bresciana anche per la stagione successiva in cui gioca 2 partite in Coppa Italia e 21 partite in campionato, competizione nella quale mette anche a segno una rete. A fine anno viene poi prestato al Brescia, con cui nella stagione 2012-2013 esordisce in Serie B, categoria in cui gioca 24 partite, 2 delle quali nei play-off per la promozione in Serie A, senza mai segnare. Viene prolungato il prestito al club lombardo anche per la stagione 2013-2014, disputata sempre in Serie B: chiude la sua seconda stagione nel club giocando 21 partite senza mai segnare.
A fine stagione fa ritorno al Chievo che lo gira al Grosseto, con cui nella stagione 2014-2015 disputa il campionato di Lega Pro. Fa il suo esordio con la squadra maremmana giocando da titolare nella prima giornata di campionato il 31 agosto contro la Pro Piacenza. Il 10 gennaio 2015 passa in prestito con diritto di riscatto alla Cremonese, altro club della medesima categoria, dove rimane fino alla fine della stagione 2014-2015.
Il 2 settembre 2015 viene ingaggiato dal Melfi (altra società di Lega Pro) con cui firma un contratto annuale; dopo 23 presenze senza reti con i gialloverdi, nella stagione 2016-2017 si accasa alla Virtus Francavilla, neopromossa in Lega Pro con cui disputa 20 gare con la maglia biancazzurra coronata dalla qualificazione ai play-off per la promozione in Serie B dove i pugliesi verranno eliminati dal Livorno agli ottavi di finale; al termine della stagione rimane svincolato. Il 29 settembre 2017 viene ingaggiato dai toscani del Gavorrano, neopromossi in Serie C. Successivamente gioca sempre in Serie C anche con la Triestina per poi trascorrere un breve periodo in Brasile al Cuiabá.
Dopo avere giocato nella stagione 2019-2020 al Campodarsego, club di Serie D, il 14 agosto 2020 rinnova il suo contratto anche per la sua stagione successiva. Nella stagione 2021-2022 gioca in Serie D con l'Union Clodiense CS; rimane in questa categoria anche per la stagione 2022-2023, nella quale veste però la maglia del Mestre. Nelle stagioni 2023-2024 e 2024-2025 gioca in Serie D con la maglia del Portogruaro.

## Statistiche

### Presenze e reti nei club
Statistiche aggiornate al 4 maggio 2025.
| Stagione            | Squadra             | Campionato          | Campionato | Campionato | Coppe nazionali | Coppe nazionali | Coppe nazionali | Coppe continentali | Coppe continentali | Coppe continentali | Altre coppe | Altre coppe | Altre coppe | Totale | Totale |
| Stagione            | Squadra             | Comp                | Pres       | Reti       | Comp            | Pres            | Reti            | Comp               | Pres               | Reti               | Comp        | Pres        | Reti        | Pres   | Reti   |
| ------------------- | ------------------- | ------------------- | ---------- | ---------- | --------------- | --------------- | --------------- | ------------------ | ------------------ | ------------------ | ----------- | ----------- | ----------- | ------ | ------ |
| 2010-2011           | Lumezzane           | 1D                  | 14         | 1          | CI+CI-LP        | 1+0             | 0               | -                  | -                  | -                  | -           | -           | -           | 15     | 1      |
| 2011-2012           | Lumezzane           | 1D                  | 21         | 1          | CI+CI-LP        | 2+1             | 0               | -                  | -                  | -                  | -           | -           | -           | 24     | 1      |
| Totale Lumezzane    | Totale Lumezzane    | Totale Lumezzane    | 35         | 2          |                 | 4               | 0               |                    | -                  | -                  |             | -           | -           | 39     | 2      |
| 2012-2013           | Brescia             | B                   | 22+2       | 0          | CI              | 0               | 0               | -                  | -                  | -                  | -           | -           | -           | 24     | 0      |
| 2013-2014           | Brescia             | B                   | 21         | 0          | CI              | 1               | 0               | -                  | -                  | -                  | -           | -           | -           | 22     | 0      |
| Totale Brescia      | Totale Brescia      | Totale Brescia      | 43+2       | 0          |                 | 1               | 0               |                    | -                  | -                  |             | -           | -           | 46     | 0      |
| 2014-gen. 2015      | Grosseto            | LP                  | 13         | 0          | CI-LP           | -               | -               | -                  | -                  | -                  | -           | -           | -           | 13     | 0      |
| gen.-giu. 2015      | Cremonese           | LP                  | 15         | 0          | CI+CI-LP        | -               | -               | -                  | -                  | -                  | -           | -           | -           | 15     | 0      |
| 2015-2016           | Melfi               | LP                  | 23         | 0          | CI+CI-LP        | 0               | 0               | -                  | -                  | -                  | -           | -           | -           | 23     | 0      |
| 2016-2017           | Virtus Francavilla  | LP                  | 19+1       | 0          | CI-LP           | 1               | 0               | -                  | -                  | -                  | -           | -           | -           | 21     | 0      |
| 2017-gen. 2018      | Gavorrano           | C                   | 13         | 0          | CI-C            | -               | -               | -                  | -                  | -                  | -           | -           | -           | 13     | 0      |
| gen.-giu. 2018      | Triestina           | C                   | 6          | 0          | CI+CI-C         | -               | -               | -                  | -                  | -                  | -           | -           | -           | 7      | 0      |
| 2019-2020           | Campodarsego        | D                   | 19         | 1          | CI-D            | 1               | 0               | -                  | -                  | -                  | -           | -           | -           | 20     | 1      |
| 2020-2021           | Campodarsego        | D                   | 30         | 0          | -               | -               | -               | -                  | -                  | -                  | -           | -           | -           | 30     | 0      |
| Totale Campodarsego | Totale Campodarsego | Totale Campodarsego | 49         | 1          |                 | 1               | 0               |                    | -                  | -                  |             | -           | -           | 50     | 1      |
| 2021-2022           | Union Clodiense CS  | D                   | 33+2       | 0          | CI-D            | 1               | 0               | -                  | -                  | -                  | -           | -           | -           | 36     | 0      |
| 2022-2023           | Mestre              | D                   | 27         | 2          | CI-D            | 1               | 0               | -                  | -                  | -                  | -           | -           | -           | 28     | 2      |
| 2023-2024           | Portogruaro         | D                   | 27         | 1          | CI-D            | 1               | 0               | -                  | -                  | -                  | -           | -           | -           | 28     | 1      |
| 2024-2025           | Portogruaro         | D                   | 30         | 0          | CI-D            | 1               | 0               | -                  | -                  | -                  | -           | -           | -           | 31     | 0      |
| Totale Portogruaro  | Totale Portogruaro  | Totale Portogruaro  | 57         | 1          |                 | 2               | 0               |                    | -                  | -                  |             | -           | -           | 59     | 1      |
| Totale carriera     | Totale carriera     | Totale carriera     | 339        | 6          |                 | 11              | 0               |                    | -                  | -                  |             | -           | -           | 350    | 6      |